# Abanycha
Abanycha är ett släkte av skalbaggar som ingår i familjen långhorningar.

## Arter
- Abanycha bicolor
- Abanycha fasciata
- Abanycha pectoralis
- Abanycha pulchricollis
- Abanycha sericipennis
- Abanycha urocosmia